# Linde Hervent
Linde Hervent (8 mei 1994) is een Belgisch voormalig volleybalster.

## Levensloop
Hervent begon met volleyballen bij VC Oudegem. Haar middelbare studies volgde ze aan de Topsportschool Vilvoorde. Vervolgens ging ze ze aan de slag bij Asterix Kieldrecht. Met deze club werd ze tweemaal landskampioen (2012 en 2014). Ook won ze met Asterix in 2012-'13 de Supercup en in 2013-'14 de Beker van België. Hierop aansluitend keerde ze terug naar haar jeugdclub. Omwille van een knieblessure was ze in 2016-'17 een tijd buiten strijd. Tijdens de revalidatie was ze coach van het herenteam van VC Wolvertem. Vervolgens was ze aan de slag als speelster bij Jaraco As, Antwerp Ladies VT en Asterix Avo Beveren. In deze periode bij Asterix behaalde ze in 2020-'21 haar derde landstitel en haar tweede eindzege in de Beker van België. Hervent sloot haar spelerscarrière af bij Volley Noorderkempen.
Na haar spelerscarrière ging ze aan de slag als assistent-coach bij Asterix Avo Beveren.